# Ponticola syrman
Ponticola syrman és una espècie de peix de la família dels gòbids i de l'ordre dels perciformes.

## Morfologia
Els mascles poden assolir els 24,5 cm de longitud total.

## Distribució geogràfica
Es troba a la Mar Negra, Mar d'Azov i Mar Càspia.